# Aphodius fasciger
Aphodius fasciger är en skalbaggsart som beskrevs av Edgar von Harold 1881. Aphodius fasciger ingår i släktet Aphodius och familjen Aphodiidae. Inga underarter finns listade i Catalogue of Life.